# Guihaiothamnus
Guihaiothamnus là một chi thực vật có hoa trong họ Thiến thảo (Rubiaceae).

## Loài
Chi Guihaiothamnus gồm các loài: